# Adalbert Höhne

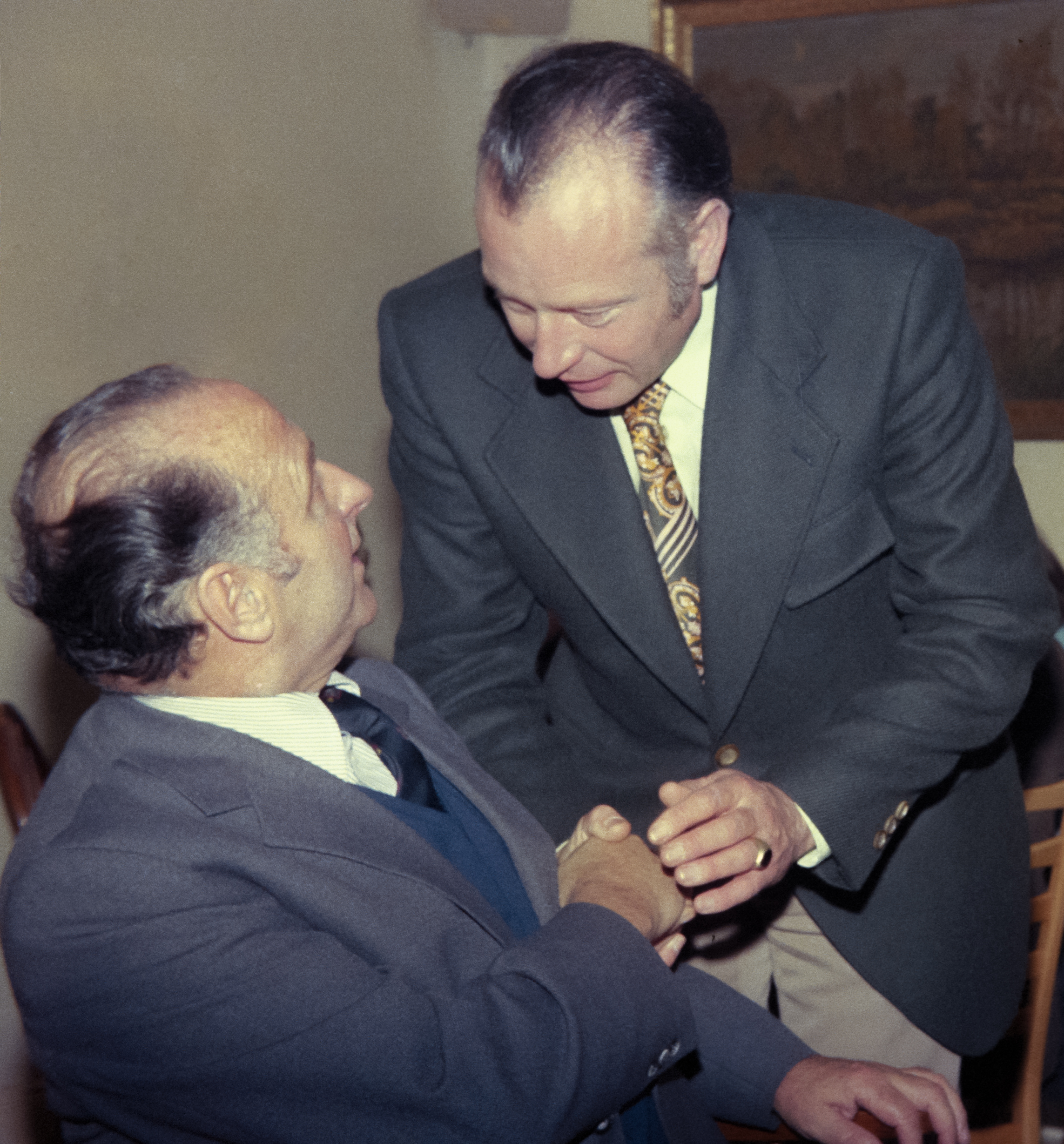
Adalbert Höhne (rechts) mit Senator Ernst Weiß, um 1972

Wenzel Otto Adalbert Höhne (* 15. August 1928 in Bremen; † 28. Februar 1976 in Hamburg) war ein deutscher Gewerkschafter und Abgeordneter der Hamburgischen Bürgerschaft für die SPD.

## Leben und Wirken
Nach dem Besuch von Volks- und Mittelschule machte Adalbert Höhne eine Lehre als Feinmechaniker und arbeitete ehrenamtlich in der Gewerkschaftsjugend mit. 1950 ging er für ein Studium in die USA. 1951 wurde er Jugendsekretär beim Deutschen Gewerkschaftsbund (DGB) Hamburg. Es folgte ein Studium an der Hochschule für Wirtschaft und Politik in Hamburg von 1953 bis 1955 mit dem Abschluss Sozialwirt (grad.). Von 1955 bis 1964 arbeitete er als Sekretär der IG Chemie-Papier-Keramik in Hamburg und Hannover. Von 1964 bis 1969 amtierte er als Vorsitzender des DGB Freie und Hansestadt Hamburg. Im November 1969 wurde er Geschäftsführer der gewerkschaftseigenen Wohnungsbaugesellschaft Neue Heimat Nord.
Für die SPD saß er von 1966 bis Anfang 1976 als Abgeordneter in der Hamburgischen Bürgerschaft, gehörte von 1966 bis 1970 zum SPD-Fraktionsvorstand und arbeitete unter anderem im Ausschuss für Hafen und Wirtschaft, im Innenausschuss und im Sozialpolitischen Ausschuss mit. Er geriet mehrmals in die Schlagzeilen. Etwa 1969, als Vertreter der Gewerkschaftsjugend für mehr Einfluss im DGB demonstrierten, oder als Ämterfilz in der Hansestadt thematisiert wurde. Ferner wurde sein Name in Zusammenhang mit dem Neue Heimat-Skandal genannt.

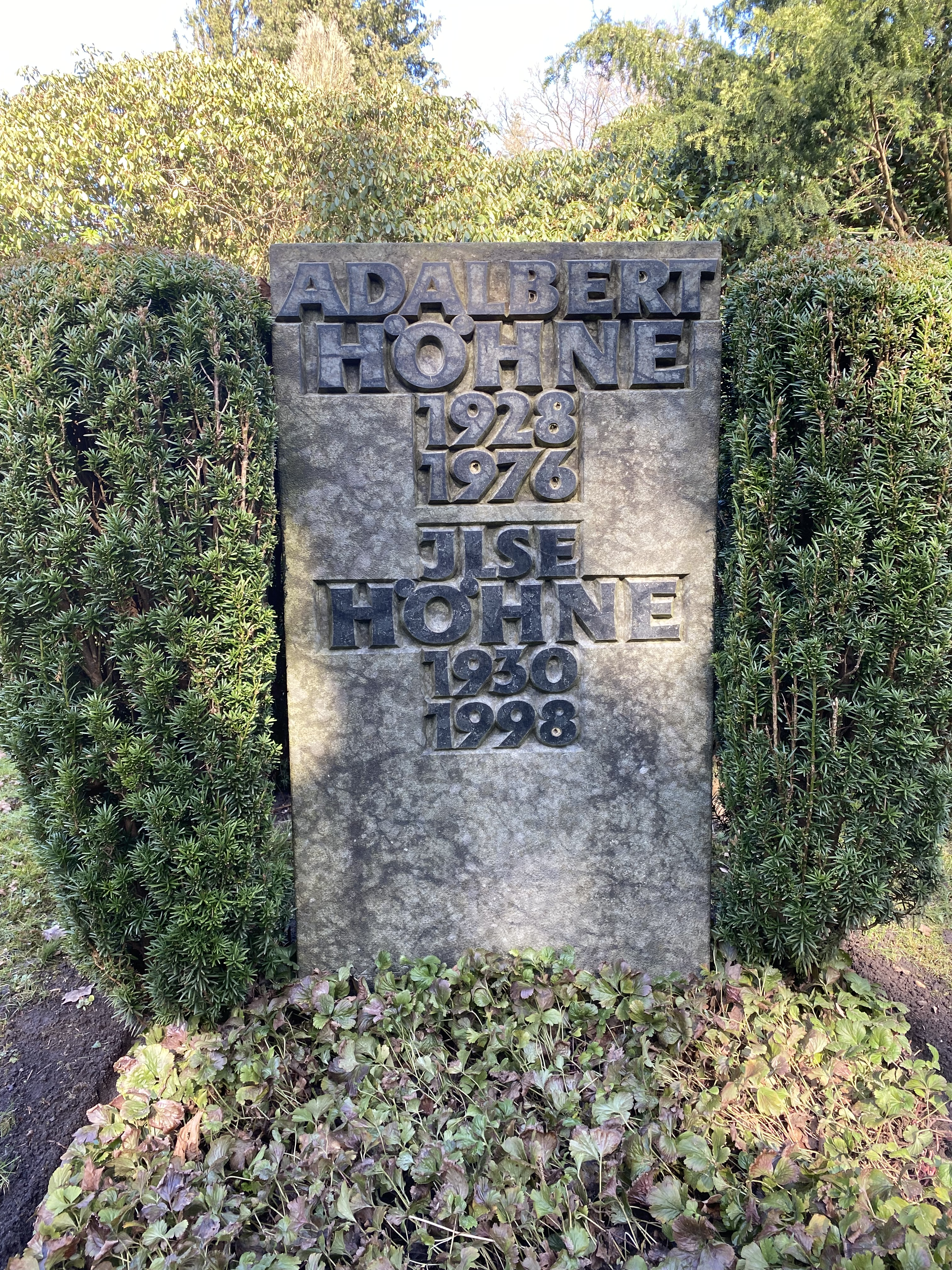
Grabstätte auf dem Friedhof Ohlsdorf

Im Februar 1976 starb Albert Höhne. Er hinterließ seine Frau und zwei Kinder. Seine Grabstätte befindet sich auf dem Friedhof Ohlsdorf. Sie liegt im Planquadrat L 13 nördlich von Kapelle 4.